# Otto von Blomberg
Otto Sigismund Georg Emil Freiherr von Blomberg (* 13. Januar 1871 in Bielefeld; † 2. August 1946 in Hannover) war ein deutscher Generalleutnant.

## Leben

### Herkunft
Otto entstammte dem 2. westfälischen Ast der I. Linie des Freiherrlichen Adelsgeschlechts von Blomberg. Er war ein Sohn des gleichnamigen preußischen Hauptmanns Otto Freiherr von Blomberg (1834–1870) und dessen Ehefrau Adelheid, geborene von Ditfurth (1843–1909). Sein Vater war während des Krieges gegen Frankreich als Kompaniechef im Hohenzollernschen Füsilier-Regiment Nr. 40 bei Mars-la-Tour gefallen.

### Militärkarriere
Aus dem Kadettenkorps kommend wurde Blomberg am 22. März 1889 als Sekondeleutnant dem Infanterie-Regiment „Graf Bülow von Dennewitz“ Nr. 55 der Preußischen Armee überwiesen. Vom 20. Januar 1892 bis 12. November 1893 war er Adjutant des III. Bataillons und anschließend für ein Jahr zur Dienststellung bei Fürst Woldemar von Lippe kommandiert. Zur weiteren Ausbildung absolvierte Blomberg ab Oktober 1895 für drei Jahre die Kriegsakademie in Berlin. Während dieses Kommandos zum Premierleutnant aufgestiegen, war er ab April 1899 auf ein Jahr zur Dienstleistung beim Großen Generalstab kommandiert. Unter Enthebung von diesem Kommando wurde Blomberg am 18. August 1900 à la suite seines Regiments gestellt und anlässlich der Niederschlagung des Boxeraufstandes dem Ostasiatischen Expeditionskorps als Feldtopograph zugeteilt. Unter weiterer Belassung in dieser Stellung und Versetzung à la suite in das Infanterie-Regiment „Großherzog Friedrich Franz II. von Mecklenburg-Schwerin“ (4. Brandenburgisches) Nr. 24 avancierte er am 23. März 1901 zum überzähligen Hauptmann. Für seinen Dienst in Ostasien erhielt Blomberg am 24. Oktober 1901 den Kronen-Orden IV. Klasse mit Schwertern.
Nach Auflösung des Expeditionskorps versah er ab Ende Januar 1902 Truppendienst als Kompaniechef in seinem Regiment in Neuruppin. Unter Überweisung zum Großen Generalstab wurde Blomberg am 15. November 1904 in den Generalstab der Armee und von dort am 22. April 1905 nach Erfurt in den Generalstab der 38. Division versetzt. Dort avancierte er Mitte September 1907 zum Major, bevor er am 27. Januar 1908 wieder in den Großen Generalstab kam. Daran schloss sich ab dem 10. September 1910 eine Verwendung im Generalstab des IV. Armee-Korps in Magdeburg an. Am 13. September 1912 wurde Blomberg mit Wirkung zum 1. Oktober 1912 wieder in den Großen Generalstab versetzt. Seine Beförderung zum Oberstleutnant erfolgte am 27. Januar 1914 und kurz darauf wurde er am 24. Februar mit Wirkung zum 1. April 1914 als Kommandeur des III. Bataillons im 5. Hannoverschen Infanterie-Regiments Nr. 165 nach Quedlinburg versetzt.
Mit Ausbruch des Ersten Weltkriegs trat Blomberg als Erster Generalstabsoffizier zur 7. Armee und nahm an der Schlacht in Lothringen teil. Im weiteren Kriegsverlauf war er von Anfang März 1915 bis Ende März 1916 Oberquartiermeister der 7. Armee. Während der Schlacht um Verdun führte Blomberg vom 26. März bis zum 10. Juli 1916 als Kommandeur das Reserve-Infanterie-Regiment Nr. 94. Anschließend war er als Oberquartiermeister der 2. Armee tätig und avancierte am 18. August 1916 zum Oberst. Kurz vor dem Waffenstillstand von Compiègne wurde Blomberg am 8. November 1918 zum Kommandeur der Garde-Ersatz-Infanterie-Brigade ernannt.
Für sein Wirken während des Krieges wurde Blomberg mit beiden Klassen des Eisernen Kreuzes, dem Ritterkreuz des Königlichen Hausordens von Hohenzollern mit Schwertern sowie dem Kronen-Orden II. Klasse mit Schwertern ausgezeichnet. Die verbündeten Österreicher würdigten ihn mit dem Militärverdienstkreuz II. Klasse mit Kriegsdekoration.
Nach Kriegsende fungierte er kurzzeitig von Ende Januar 1919 als Kommandeur des 5. Hannoverschen Infanterie-Regiments Nr. 165, dass nach der Demobilisierung und Auflösung am 4. Juli 1919 im Reichswehr-Schützen-Regiment 8 bzw. 7 aufging. Zum 1. Januar 1920 erfolgte seine Ernennung zum Kommandeur der Reichswehr-Brigade 4. In dieser Eigenschaft wurde er am 16. Juni 1920 Generalmajor und am 8. August 1920 zum Kommandanten der Festung Königsberg ernannt. Ab dem 16. Juni 1921 wirkte er schließlich in Schwerin als Infanterie-Führer II. Unter Verleihung des Charakters als Generalleutnant wurde Blomberg am 31. Januar 1923 aus dem aktiven Dienst verabschiedet.
Vom 1. Juli 1938 bis zum 30. April 1943 stand er zur Verfügung des Heeres der Wehrmacht, ohne jedoch zum Dienst herangezogen zu werden.

### Familie
Am 1. Oktober 1903 heiratete er in Windischleuba Anna Margareta Freiin von Münchhausen (* 1882). Aus der Ehe gingen die vier Kinder Hans-Georg (* 1904), Adelheid (* 1906), Anna-Margarethe (1908–1958) und Alexander (1913–1943) hervor.